# Penske PC3
O PC3 é o modelo da Penske Racing da temporada de 1976 da Fórmula 1. 
Foi guiado por pilotos como John Watson, Boy Hayje, e Derek Bell.